# Calathusa
Calathusa is een geslacht van vlinders van de familie visstaartjes (Nolidae), uit de onderfamilie Chloephorinae.

## Soorten
- C. aethalistis Lower, 1915
- C. alopis Meyrick, 1902
- C. anisocentra Turner, 1944
- C. argentea Holloway, 1979
- C. basicunea Walker, 1858
- C. basicunoides Holloway, 1979
- C. basirufa Holloway, 1979
- C. brehoa Holloway, 1979
- C. cinerea Holloway, 1979
- C. cyrtosticha Turner, 1929
- C. charactis Meyrick, 1902
- C. dispila Turner, 1902
- C. dubia Wileman, 1916
- C. englypta Turner, 1944
- C. eremna Turner, 1902
- C. glaucopasta Turner, 1942
- C. hemicappa Turner, 1939
- C. hemiscia Lower, 1915
- C. humboldti Holloway, 1979
- C. hypotherma Lower, 1903
- C. ischnodes Turner, 1903
- C. maritima Turner, 1942

- C. mesospila Turner, 1902
- C. metableta Turner, 1902
- C. octogesima Turner, 1902
- C. phoeneura Turner, 1939
- C. polyplecta Turner, 1929
- C. stenophylla Turner, 1902
- C. striata Holloway, 1979
- C. subflavida Hampson, 1912
- C. talesea Holloway, 1979
- C. taphreuta Meyrick, 1902
- C. thermosticha Lower, 1915
- C. uniformis Holloway, 1979